# Gerhard Johan von Heidenstam
Gerhard Johan Baltasar von Heidenstam (ur. 13 czerwca 1747 w Kilonii, zm. 22 maja 1803 w Sztokholmie) – szwedzki dyplomata żyjący w XVIII wieku.

## Życiorys
Jego ojcem był lekarz królewski Peter von Heidenstam (1708–1783) urodzony w Heide (Schleswig-Holstein) jako Peter Petersen. W 1770 roku popisywał się Peter von Heidenstein, dzięki nobilitacji. Nobilitacja ułatwiła karierę Gerhardowi Johanowi.
W latach 1779–1791 Baltasar von Heidenstam był szwedzkim posłem w Konstantynopolu.
W 1783 otrzymał wyraźne rozkazy, by namówić Turków do uderzenia na Rosję, gdy w Szwecji przygotowano się tymczasem do rozprawy z sojusznikiem Rosji – Danią.
W 1787 roku, jego francuski odpowiednik Marie-Gabriel-Florent-Auguste de Choiseul-Gouffier złożył skargę na nielojalne wobec francuskiego sojusznika postępowanie posła szwedzkiego. Heidenstam i ambasador brytyjski Sir Robert Ainslie, wspomagani przez posła pruskiego Heinricha von Diez, starali się bowiem przekonać Turków, by nie przyjmowali warunków pokojowych, które proponowała Francja, jako pośredniczka z wrogiem Turcji – Rosją.
W 1789 roku przygotowywał warunki do specjalnej misji dyplomatycznej, jaką miał podjąć Georg Josef von Brentano, Niemiec pozyskany przez Staëla von Holsteina do służby szwedzkiej, w Stambule. W 1791 roku zrezygnował ze służby i studiował literaturę orientalną w Smyrnie aż do śmierci.
Jego żoną była Catherine Anne De Hochepied Van Lennep (1767–1814). Miał z nią dwie córki. Były nimi: Adele Marie Von Heidenstam Van Lennep (1792–1867) i Carolina Frederica Von Heidenstam Werry (1794–1877). Jego żona po jego śmierci poślubiła Jacoba van Lennep.
Heidenstam pochowany jest na protestanckim cmentarzu w Izmirze w Turcji.